# Хейманс, Кэтрин
Кэтрин Хейманс (Catherine Heymans; род. в Хитчине, Хартфордшир) — британский астрофизик, исследовательница тёмной энергии. Доктор философии, профессор Эдинбургского университета, член Эдинбургского королевского общества (2018). Королевский астроном Шотландии с 2019 года.

## Биография
В 1996—2000 гг. училась в Эдинбургском университете, где получила степень магистра физики с отличием по астрофизике. В 2000—2003 гг. занималась в Оксфорде и стала там доктором философии по астрофизике. В 2003—2005 гг. постдок в Институте астрономии Общества Макса Планка (Германия). В 2005—2007 гг. в Канадском институте теоретической астрофизики. В 2007—2008 гг. в канадском Университете Британской Колумбии и Institut d'astrophysique de Paris. C 2008 года в Эдинбургском университете, с 2011 года лектор, с 2013 года ридер, с 2016 года профессор наблюдательной космологии.
С 2011 года член AcademiaNet. 
Занимается популяризацией науки. Автор более 140 научных работ, научно-популярной книги «The Dark Universe». Хейманс также известна своей работой по использованию техники слабого гравитационного линзирования космоса для изучения Вселенной. 
Есть семья, мать троих детей.

## Награды и отличия
- Ernst Patzer Prize, Институт астрономии Общества Макса Планка (2006)
- Outstanding Young Astronomer Prize, Joint European and National Astronomy Meeting[англ.] (2010)
- ERC Starting Grant (2010—2015)
- Chancellors Rising Star Award, Эдинбургский университет (2013)
- ERC Consolidator Grant (2015)
- Special Recognition Award, World Cultural Council[англ.] (2015)[5]
- George Darwin Lectureship[англ.] (2017)
- Премия Макса Планка (2018)[7][8]